# Coronado (Califòrnia)
Coronado és una ciutat al Comtat de San Diego, a l'estat de Califòrnia, que segons una estimació del 2009 tenia 29.229 habitants.

## Demografia
Segons el cens del 2000, Coronado tenia 24.100 habitants, 7.734 habitatges, i 4.934 famílies. La densitat de població era de 1.205,3 habitants/km².
Dels 7.734 habitatges en un 27% hi vivien nens de menys de 18 anys, en un 54% hi vivien parelles casades, en un 7,4% dones solteres, i en un 36,2% no eren unitats familiars. En el 30,9% dels habitatges hi vivien persones soles el 13,3% de les quals corresponia a persones de 65 anys o més que vivien soles. El nombre mitjà de persones vivint en cada habitatge era de 2,27 i el nombre mitjà de persones que vivien en cada família era de 2,84.
Per edats la població es repartia de la següent manera: un 16% tenia menys de 18 anys, un 20,2% entre 18 i 24, un 29,3% entre 25 i 44, un 18,7% de 45 a 60 i un 15,8% 65 anys o més.
L'edat mediana era de 34 anys. Per cada 100 dones de 18 o més anys hi havia 149,1 homes.
La renda mediana per habitatge era de 86.544$ i la renda mediana per família de 134.959 $. Els homes tenien una renda mediana de 84.041 $ mentre que les dones 70.828 $. La renda per capita de la població era de 34.656 $. Entorn del 3,1% de les famílies i el 5% de la població estaven per davall del llindar de pobresa.

## Poblacions properes
El següent diagrama mostra les poblacions més properes.